# Balthasar Florisz. van Berckenrode

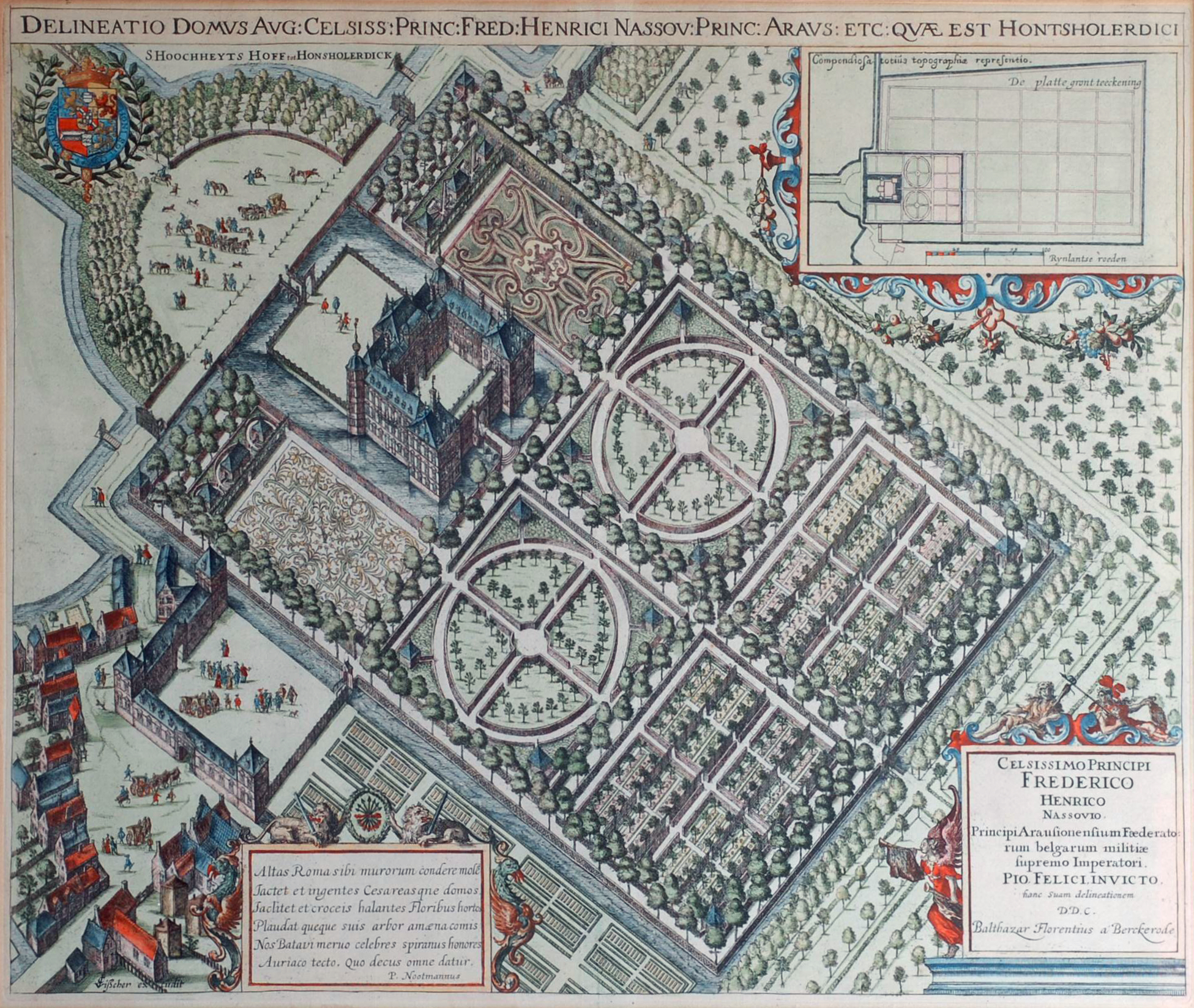
Hof te Honselersdijk door Balthasar Florisz van Berckenrode

Balthasar Florisz van Berckenrode (Delft, 1591 - 1645) was een Nederlandse cartograaf.
Balthasar Florisz kwam uit een belangrijke 17e-eeuwse landmeters- en cartografenfamilie. In 1611 leverde hij zelf al kaarten aan de admiraliteit te Rotterdam, maar tot 1616 werkte hij voor zijn vader aan diens kaarten van Schieland en Rijnland. Zijn vader - Floris Balthasar (1562/63 - 1616) - verkeerde in kringen rond Prins Maurits, waartoe ook Simon Stevin en Johan van Oldenbarnevelt behoorden. Rond 1600 ontstond bij hen het besef dat cartografie een belangrijke rol kan spelen in het openbaar bestuur, met name in tijden van oorlog.
Van 1619 tot 1641 woonde en werkte Balthasar Florisz te Amsterdam. In 1641 verhuisde hij naar Den Haag nadat hij tot beëdigd landmeter voor de Staten Generaal was benoemd. Hij stierf echter al in 1645.
In 1629 vervaardigde hij in opdracht van Henricus Hondius een wandkaart van Holland en West Friesland, Comitatus Hollandiæ, welke een voorbeeld is geweest voor tal van andere atlaskaarten in folio- of kleiner formaat.
Hij was ook bekend om de plattegronden die hij van Amsterdam en Rotterdam maakte en de kaarten van het Beleg van 's Hertogenbosch. Voorts vielen zijn gezicht op het huis Honselaarsdijk in vogelperspectief en de Delineatio abitus Magnae Brittaniae Reginae ex Hollandia in Angliam van 1643 op. Zijn laatste werk was een prent van het Beleg van Sas-van-Gent uit 1644.
In Amsterdam is de Balthasar Floriszstraat (Oud-Zuid) naar hem vernoemd, in Rotterdam en Schiedam de Van Berckenrodestraat, en in Middenbeemster de Balthasar van Berckenrodeweg.
- Biblioteca Nacional de España: XX4897241
- Bibliothèque nationale de France: cb15240155k (data)
- Biografisch Portaal: 59422097
- Catàleg d'autoritats de noms i títols de Catalunya: 981058522527606706
- Gemeinsame Normdatei: 128784091
- International Standard Name Identifier: 0000 0000 7688 9943
- Library of Congress Control Number: n91025273
- Nationale Bibliotheek van Tsjechië: mzk2009528191
- Nationale Bibliotheek van Israël: 987007297536605171
- Nederlandse Thesaurus van Auteursnamen: 069754586
- RKD-Nederlands Instituut voor Kunstgeschiedenis: 436323
- Istituto Centrale per il Catalogo Unico: BVEV256434
- Système universitaire de documentation: 196341086
- Virtual International Authority File: 5229275
- WorldCat: E39PBJhmJGF8TDtwxJydxTYXVC